# La Braconne (film, 2013)
Pour les articles homonymes, voir La Braconne.
Pour plus de détails, voir Fiche technique et Distribution.
La Braconne est un film français réalisé par Samuel Rondière et sorti en 2013.

## Synopsis
Driss, un jeune délinquant, fait la rencontre de Danny, un vieux truand qui le prend sous son aile et lui fait part de son expérience.

## Fiche technique
- Réalisation : Samuel Rondière
- Scénario : Samuel Rondière
- Production :  Bandonéon, Centre National de la Cinématographie (CNC), Centre National du Cinéma et de l'Image Animée
- Image : Nathalie Durand
- Montage : Yann Dedet, Thomas Glaser, Jeanne Oberson
- Sociétés de production : Bandonéon
- Société de distribution : Rézo Films
- Durée : 82 minutes
- Dates de sortie :
  - Québec : 27 août 2013 : Festival du film de Montréal
  - 23 octobre 2013 : Hof Film Festival
  - France : 2 avril 2014

## Distribution
- Patrick Chesnais : Danny
- Rachid Yous : Driss
- Audrey Bastien : La fille
- Husky Kihal : Fred
- Moïse Santamaria : Remano
- Jean-Michel Fête : Le flic
- Xavier Maly : Sergio
- Djédjé Apali : Issaou
- Aude-Laurence Clermont Biver : L'étudiante
- Isabelle Renauld : La maquerelle
- Jicey Carina : Le garde du corps colombien

## Critiques
Pour Télérama, « c'est avec tendresse que Samuel Rondière observe Patrick Chesnais, magnifique silhouette de vieux rockeur rompu, marcher, entre fatigue et rage, vers son destin ».
Pour Le Figaro, « Le réalisateur enferme les deux malfaiteurs dans des espaces urbains ordinaires qui devant sa caméra deviennent extraordinaires ».